# Eutiquio Timoté
Eutiquio Timoté Tique (Coyaima (Tolima), 11 de diciembre de 1905-Coyaima (Tolima), 01 de marzo de 1953) fue un político y sindicalista indígena colombiano, miembro de la etnia de los pijaos, del Tolima, y militante del Partido Comunista Colombiano en los años 30, siendo el primer comunista en presentarse a unos comicios en Colombia, y el primer indígena en hacer una candidatura presidencial.
Fue candidato por los comunistas en las elecciones presidenciales de 1934, donde fue vencido por amplísima diferencia por el Partido Liberal y su candidato, Alfonso López Pumarejo, quien ganó sin rival. Terminada su candidatura regresó a las labores agrícolas, hasta su muerte en 1967, donde murió olvidado y enfermo.

## Biografía
Timoté nació en el resguardo pijao de Coyaima, en Tolima, el 11 de diciembre de 1905, hijo de Francisco Timoté y Anselma Tique; el 13 de julio de 1950 contrajo nupcias con María Antonia Mape, con quien tuvo descendencia. 
En su juventud se hizo amigo de Manuel Quintín Lame, líder indígena caucano, quien por su activismo político fue varias veces encarcelado por las autoridades. 

### Candidatura presidencial
El 6 de enero de 1934, Timoté fue postulado de manera simbólica por el Partido Comunista Colombiano como su candidato a la presidencia de la república, con el indígena pijao José Gonzalo Sánchez como fórmula vicepresidencial. Se habla de una candidatura simbólica porque el potencial electoral de los comunistas era nulo, y éstos preferían apoyar abiertamente la causa liberal.
El desastroso resultado sin embargo no fue una sorpresa: El candidato liberal Alfonso López Pumarejo, elegido por el Directorio Liberal para suceder en el poder al presidente Enrique Olaya Herrera obtuvo el 99% de los votos, contra los 3.400 votos de Timoté y Sánchez. La aplastante victoria de López se dio porque además de aglutinar a otros comunistas dentro de su causa, no tuvo contendiente en los comicios, ya que los conservadores se negaron a presentar una candidatura, alegando falta de garantías para el partido.
Elegido López, los comunistas se adhirieron a su gobierno, y Timoté regresó a sus labores agrarias; siendo asesinado y sepultado el 01 de marzo de 1953 en la Vereda Santa Marta, en su municipio natal, Coyaima (Tolima). 